# Каменский, Адам
Aдам Каме́нский-Длу́жик (пол. Adam Kamieński-Dłużyk, бел. Адам-Рыгор Каменскі-Длужык; около 1635, Орша — около 1676) — польский путешественник XVII века, автор первого на польском языке описания Сибири.

## Биография
Адам Каменский родился в шляхетской семье (герба Слеповрон), имеющей литовское происхождение, на территории современной Белоруссии. Сведения в польских и белорусских источниках об Адаме Каменском отсутствуют, известно только то, что он сам написал о себе в отчёте — служил «панцырным товарищем», то есть латником или рыцарем панцирной кавалерии Речи Посполитой.
Служил в войске Великого княжества Литовского. Принимал участие в сражениях Русско-польской войны (1654—1667).
Попал в плен к русским, по разным данным, 20 октября 1657 года или в октябре 1660 года во время во время битвы на реке Басе и был отправлен с другими пленниками в Могилев, a затем в Москву.
Согласно сохранившимся архивным документам Сибирского приказа, Адам Каменский был принудительно направлен на военную службу в Якутск. Вместе с другими заключенными добирался до Якутска через Тобольск, Енисейск и Илимский острог. В острог Якутска попал 16 августа 1662. Отбыл двухлетнюю службу, в ходе которой вероятно побывал в Жиганах и на побережье Охотского моря близ устья реки Охоты. Затем с 1664 по 1668 год служил дворским (надзирателем) тюрьмы в Якутском остроге.
Вследствие заключения в 1667 году Андрусовского перемирия между Россией и Речью Посполитой, Каменский в составе группы пленников был отпущен в Москву и покинул Якутск весной 1668 года. После обмена пленными вернулся на родину, в Оршу, в ноябре 1671 года.
После возвращения на родину в начале 1670-х годов написал отчёт, в котором умолчал о своей службе тюремным надзирателем и утверждал, что в 1659 году совершил путешествие морским путём из бассейна Лены в низовья Амура. Современные историки считают наиболее вероятным, что эта часть отчёта является вымыслом автора, основанным на рассказах русских путешественников, с которыми Каменский встречался в Сибири.

## Творчество
После возвращения в Речь Посполитую написал отчет о пребывании в плену и в ссылке, в котором сделал природо-этнографическое описание Сибири.
Написал свои воспоминания о пребывании в Сибири, о своем участии в трудном морском плавании с реки Лены вокруг всей северо-восточной части Сибири. Свой Дневник озаглавил «Dyaryusz więzienia moskiewskiego, miast i miejsc». Это первое сохранившееся в истории  описание пребывания в Сибири на польском языке.
Воспоминания  Адама Каменского были обнаружены в 1870 году ксендзом Александром-Матеем Марианским, который опубликовал их в 1874 году.
Ленинградский историк Борис Петрович Полевой по окладным книгам Якутского острога существенно уточнил сибирский период биографии Адама Каменского. Согласно исследованиям Полевого, Каменский был оршанским шляхтичем, провел в плену десять лет (а не четыре года как указано в его воспоминаниях) и служил в Якутске тюремным надзирателем, о чём в мемуарах умолчал. Полевой обнаружил множество фактических ошибок в некоторых частях мемуаров Каменского и пришёл к выводу, что эти части написаны не по собственным впечатлениям от совершённых путешествий, а со слов других путешественников, с которыми Каменский встречался за время своей службы в Якутске. В частности, рассказ о путешествии по Амуру он мог услышать от одного из спутников Артемия Петриловского, отряд которого побывал в низовьях Амура в 1659 году, а плавание по арктическим морям может быть описано со слов Семёна Дежнёва и/или Михаила Стадухина. Полевой также установил, что Каменский умер не в 1667 году, как считалось ранее, а позже.

## Публикации
- Dyaryusz więzienia moskiewskiego miast i miejsc spisany przez Adama Kamieńskiego // Warta. Książka zbiorowa ofiarowana księdzu Franciszkowi Bаżyńskiemu proboszczowi przy kościele św. Wojciecha w Poznaniu na Jubileusz 50-letniego kapłaństwa w dniu 23. kwietnia 1874. оd jego przyjaciól i wielbicieli. (S popiersiem Jubilara.). - Poznan. 1874. - S. 378-388.
- Kamieński A. Dyaryusz więzienia moskiewskiego miast i miejsc// Zbigniew J. Wójcik. Dwa polskie pamiętniki z Syberii XVII i XVIII wiek. - Wrocław, 1997. - S. 13-39.
- Rembowski A.,  Moskorzowski J. Dyaryusz więzienia moskiewskiego, miast i miejsc, Biblioteka Ordynacyi Krasińskich, Warszawa 1895.
- Каменскі Длужык А. Дыярыуш маскоўскага палону з апісаннем гарадоў і мясцовасцей [пераклаў на беларускую мову А. Ф. Коршунаў]  //  Беларуская літаратура і літаратуразнаўства. Міжвузаўскі зборнік. Вып. 2. - Мінск. 1974. - С. 186-207.
- Каменский-Длужик А.-Г. Сибирская реляция. [Пер. Барковский А.] // Полярная звезда. № 1. 1997. Якутск. С. 80-87.
- Kamieński Dłużyk A. Diariusz więzienia moskiewskiego, miast i miejsc spisany przez...  Z pierwodruku wydali oraz prypisami i komentarzami opatrzyli Antoni Kuczyński, Borys Polewoj,

## Комментарии
1. ↑  Так написал в своём отчёте сам Каменский, эта дата косвенно подтверждается обнаруженным Б. П. Полевым упоминанием Каменского (под именем Гришка Каменской) в документах Сибирского приказа от 25 января 1658 года[1].
2. ↑  Так в большинстве источников, хотя Б. П. Полевой в 1972 году назвал такую датировку пленения Каменского «серьёзной неточностью»[2].
3. ↑  Фрагменты отчёта Каменского, описывающие окрестности Жиган и бассейн Охоты, содержат много достоверных деталей. По мнению В. П. Грицкевича, это объясняется тем, что они написаны Каменским по собственным впечатлениям, а не с чужих слов[4].